# Konstanty Hoszowski (podstoli)
Konstanty Hoszowski herbu Sas – podstoli żydaczowski w latach 1696–1712, miecznik żydaczowski w 1690 roku, sędzia kapturowy ziemi przemyskiej w 1696 roku. 
Był członkiem konfederacji sandomierskiej 1704 roku. W 1707 roku był sędzią skarbowym ziemi przemyskiej.